# Богородичина црква на Вражјем камену
Црква Пресвете Богородице налази се у селу Доња Трница, а од Трговишта је удаљена три километра. Налази се на стенама поред саме реке Пчиње. Место на коме се налази овај древни храм је добило име према високим каменим пирамидама које је народ прозвао Вражји камен за који везују многе легенде. Висана ових стена је око 60 метара. Предео веома подсећа на Метеоре у Грчкој.

## Историјат
Овај средњовековни храм потиче из 16. века што се закључује на основу очуваних фресака, мада нема историјских извора о тачном датуму настанка. Средњовековни назив био је Просечник, јер је на овом месту, река Пчиња својим коритом пресекла стену и ту је управо природна граница између Горње и Доње Пчиње. Под овим именом помиње се у старој повељи севатократора Дејана који је био муж Теодоре сестре цара Душана. Овом повељом је правно озваничена област Дејановићи, зато што ју је лично потврдио цар Душан 1355. године. До сада урађени конзерваторски и рестаураторски радови, обухватили су обнову свода и смештање целе цркве под један кров од камених плоча, на две воде, као и најпотребније заштитне радове на живопису, док су током 2005. године обављени радови на санацији. Богородичина црква се данас налази под заштитом Републике Србије, као споменик културе од великог значаја. Треба истаћи да је Црква Пресвете Богородице једини непокретни споменик културе на територији Трговишта и да као таква представља велико културно благо за ту општину.

## Архитектура
У архитектонском погледу то је једнобродна правоугаона грађевина мањих димензија, засвођена полуобличастим сводом. Традиционално на источној страни налази се полукружна олтарска апсида, а на западној припрата која је дограђена у XIX век. Оно што је чини занимљивом је зидани иконостас. Фреске су делимично сачуване и садрже традиционалне теме. Новија припрата изграђена косо прати неправилност терена. Коса припрата је велика реткост у православним храмовима. Зидање цркве извршено је наизменично ређаним каменом и редовима опеке. Овакав начин зидања има, поред естетске, и битну конструктивну улогу. Правилни редови опеке успостављају бољу везу и изравнавају зидове од притесаног камена, што је због специфичности терена било неопходно. Велика реткост су, такође, и старе зидане олтарске преграде, висине до два метра. Овакве зидане иконостасе имали су само веома стари храмови. Иконостас указује на изузетну уметничку и историјску вредност овог храма. Фреске су рађене у периоду од 1350. до 1380. године.

## Црква - данас
Црква је уврштен у споменике културе и под заштитом је државе још од 1958. године, а од 1983. године категорисан је од стране стручних институција као споменик културе од великог националног значаја. Али и поред тога ова црква је остала на маргинама интересовања научника, мада су неспорне ликовне вредности њеног живописа, нажалост само у фрагментима.
У манастир Пресвете Богородице поред Пчиње верници долазе у највећем броју на Велики Петак.

## Предање
У овим пределима раније је постојало чак 23 средњовековне цркве и манастира од којих неке данас постоје само као топоними у овом крају.